# Румшишкес

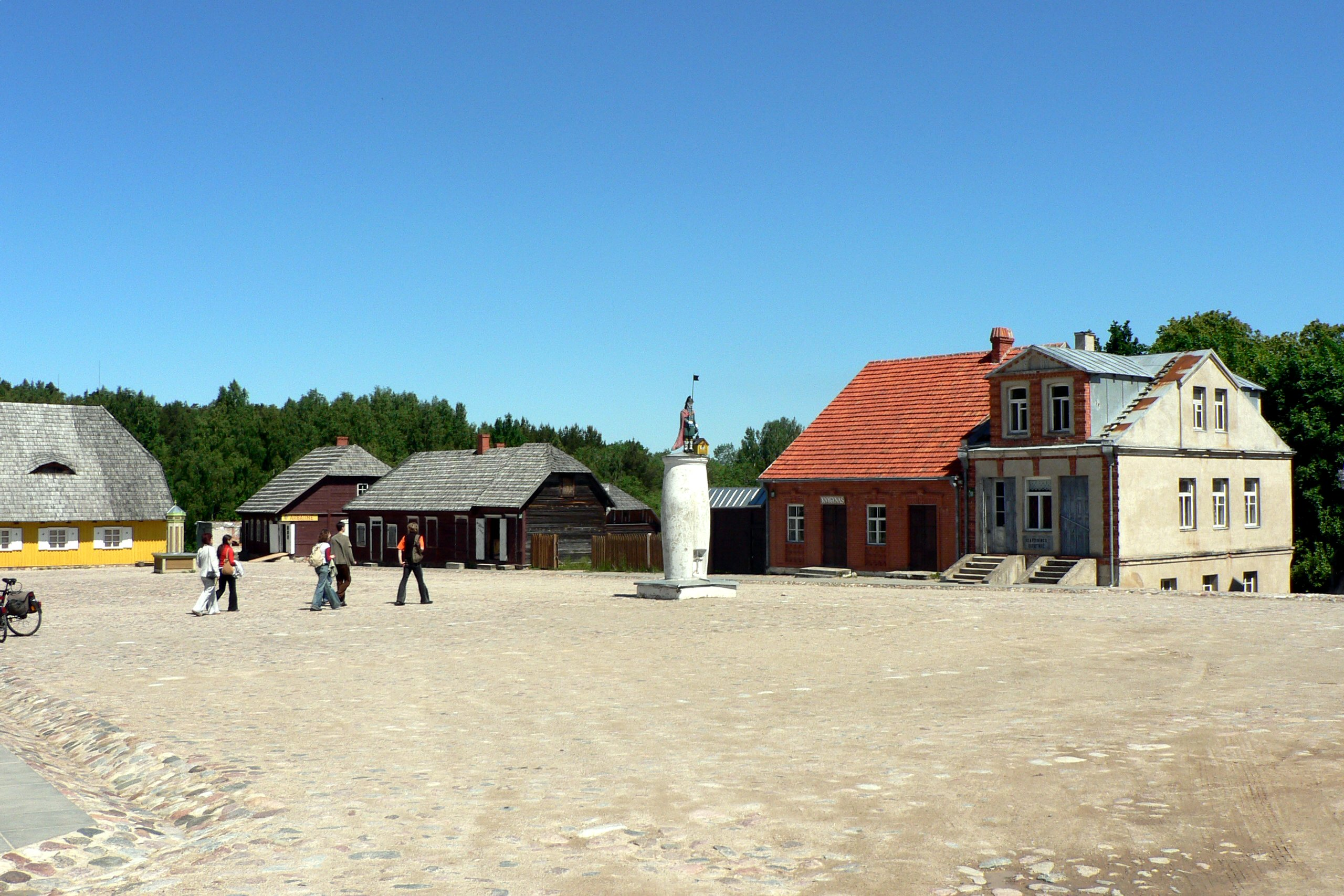
Міська площа в музеї

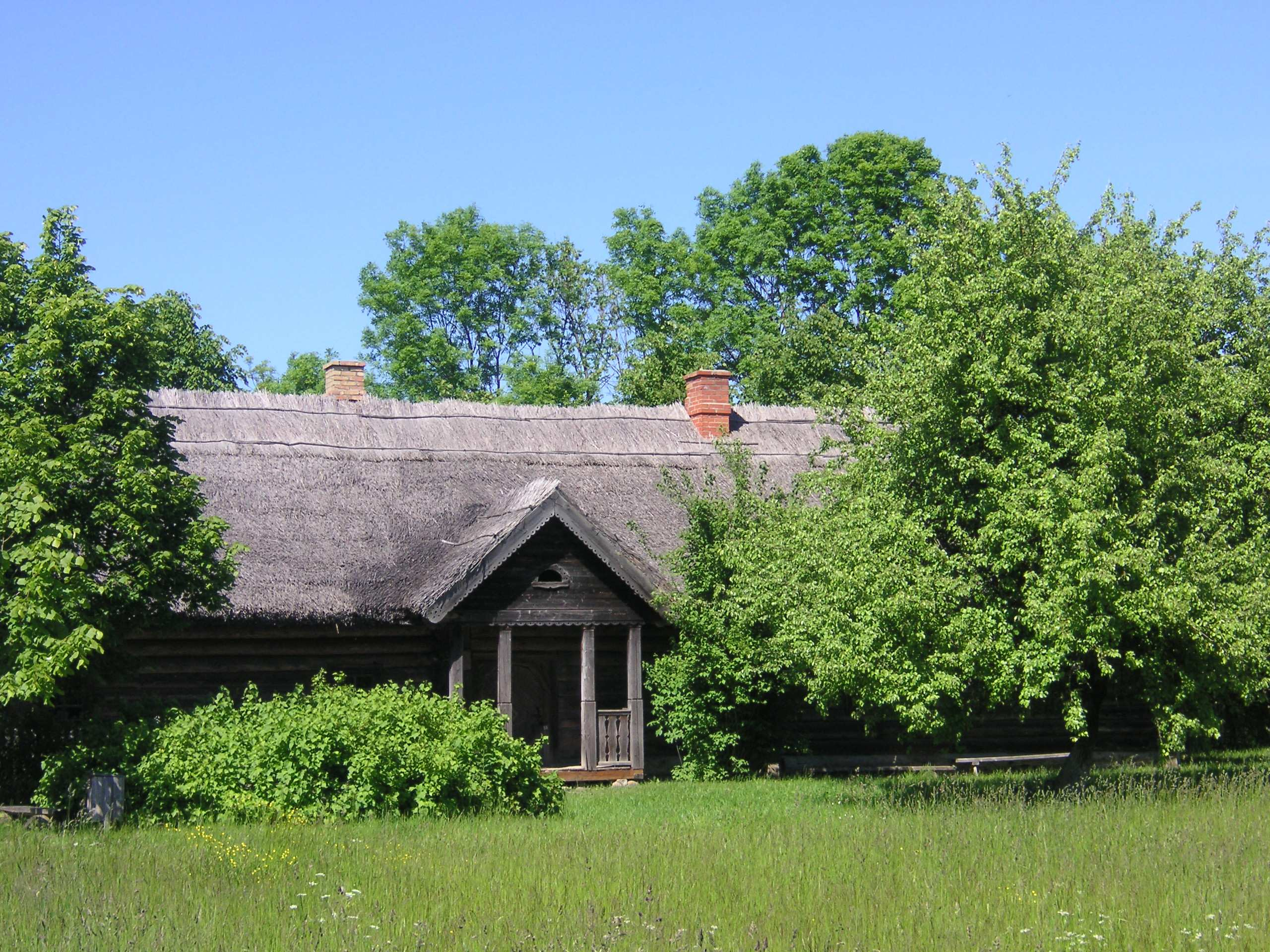
Один з дерев'яних будинків в музеї.

Румшишкес (лит. Rumšiškės, їд. רומשישאָק,  Rumshishok , пол. Rumszyszki) — литовське місто, розташоване 20 км на схід від Каунаса на північному березі Каунаського водосховища]. Південна частина міста (у тому числі і батьківщина литовського поета Йонаса Аістиса) зараз знаходиться під водою водосховища. Церква св. Михаїла Архангела XVIII-го століття (перебудована в XIX ст.) була збережена і перенесена на своє теперішнє місце у 1958 році, коли було створено водосховище.

## Історія
Уперше згадується в XIV столітті. У 1940—1941 роках у сусідньому селі Правенішкес був створений радянський концентраційний табір. Після 1941 року табір був використаний нацистами. Всі члени єврейської громади були вбиті нацистами та литовськими націоналістами біля Румшишкесу протягом Другої світової війни. Одним з найвідоміших євреїв цієї місцевості є рабин Хаїм, відомий краще за єврейську адаптацію алегорії довгих ложок.
Лагуна Каунаського водосховища тепер знаходиться на місці старого Румшишкеса. Старе місто було затоплене в результаті будівництва Каунаської ГЕС, а головні об'єкти — церква св. Михаїла Архангела, дзвіниця і каплиця, що стоїть на нинішньому міському кладовищі Румшишкеса, були переміщені.

## Пам'ятки
В Румшишкесі розташований Музей Литви просто неба, один з найбільших (195 га) етнографічних музеїв просто неба (скансенів) в Європі. Має площу 195 гектарів, 183 переданих будівлі та 86 000 експонатів.